# Lassan (muzică)

Lassan (din maghiară - lent) sau mai corect lassú (lentoare) este partea lentă a unui csárdás, un dans popular maghiar, sau de cele mai multe ori a Rapsodiei Ungare compusă de Liszt, care își are forma de la acest dans. În general, fie are un ton sumbru, întunecat, sau unul formal, impunător.

## Vezi și
- Friska